# Radio München
Radio München ist ein privater Radiosender aus München, der seit 2014 auf Sendung ist.
Mit seiner Ausrichtung als werbefreier Kultursender mit gesellschaftlichem, sozialem und ökologischem Portfolio ist er dem Bürgerrundfunk zuzuordnen. Er sendet in München auf DAB+ unter dem Label RADIO MUENCHEN (Kurzname: MUENCHEN, Kanal 11C), zeitweise (15–16 Uhr) terrestrisch auf 92,4 MHz sowie im Internetstream.
Die etwa 30 freiberuflichen Mitarbeiter sind überwiegend ehrenamtlich tätig.
Die gemeinnützige Unternehmergesellschaft (gUG) wurde am 28. Februar 2012 gegründet und am 26. März 2013 im Handelsregister beim Amtsgericht München eingetragen. Gesellschafter sind zu 2/4 Eva Schmidt und zu je 1/4 Volker Schubert und Andreas Geltinger.
Die Sendezeit 15–16 Uhr auf der UKW-Frequenz 92,4 MHz wurde Radio München im März 2017 zugeteilt, zuvor war es nur über Internetstream und Digitalradio zu empfangen.